# Saint-Géréon

Localització de Saint-Géréon

Saint-Géréon (en bretó Sant-Gerent) és un municipi francès, situat a la regió de país del Loira, al departament de Loira Atlàntic, que històricament va formar part de la Bretanya. L'any 2006 tenia 2.652 habitants. Limita amb Oudon, Couffé, Mésanger i Ancenis.

## Demografia
| 1962                                       | 1968  | 1975  | 1982  | 1990  | 1999  |
| ------------------------------------------ | ----- | ----- | ----- | ----- | ----- |
| 1.165                                      | 1.639 | 1.900 | 2.327 | 2.362 | 2.487 |
| Des de 1962: població sense dobles comptes |       |       |       |       |       |

## Administració
| Període   | Identitat             | Partit |
| --------- | --------------------- | ------ |
| 2001-2008 | Marcel Hupel          |        |
| 2008-     | Jean-Pierre Fleurance |        |